# Rhaphidostichum acestrostegium
Rhaphidostichum acestrostegium là một loài Rêu trong họ Sematophyllaceae. Loài này được (Sull.) W.R. Buck miêu tả khoa học đầu tiên năm 1989.